# 멸종인간
《멸종인간》은 매주 화요일 디디가 다음 웹툰에서 연재하는 웹툰이다.